# Hans Haselböck
Hans Haselböck né le 26 juillet 1928 à Nesselstauden (Basse-Autriche) et mort le 20 octobre 2021, est un organiste autrichien.

## Carrière
Il fait des études musicales (orgue, improvisation musicale, musique d'église) à l'Académie de musique de Vienne avec Walter Pach et de musicologie à l'université de Vienne (1947-1952). Il est nommé en 1953 organiste titulaire de la Dominikanerkirche de Vienne. Il remporte le premier prix au concours international d'orgue de Haarlem (1958, 1959, 1960). Il enseigne l'orgue à la Musikhochschule de Vienne dès 1961 où il dirige également le département de musique religieuse.
Il a composé des pièces pour orgue et de la musique religieuse (Salzburger messe (1966), Psalmenproprium (1968), Psaume 103 (1969)) et écrit un ouvrage sur l'orgue baroque (Barocker orgelschatz in Niederösterreich). Il est le père de Martin Haselböck, organiste également.

## Décoration
- Commandeur d'argent de l'ordre du Mérite autrichien (1997)

### Source
- Alain Pâris, Dictionnaire des interprètes, Bouquins/Laffont 1989, p. 446